# Queens Park Rangers Sports Club
Ne doit pas être confondu avec Queens Park Rangers Football Club.
Le Queens Park Rangers Sports Club est un club de football de la Grenade, basé à Saint-Georges, la capitale de l'île. Il joue ses rencontres à domicile au Cutbert Peters Park de Saint-Georges. C'est le seul club de l'île à n'avoir jamais connu la relégation en seconde division. 

## Repères historiques
Fondé le 21 septembre 1969, Queens Park Rangers remporte son premier titre national en 1976 avec un succès en championnat. Son palmarès compte actuellement sept titres de champions, ce qui en fait le club le plus titré de l'histoire du championnat.
Malgré son palmarès important, le club ne participe pour la première fois à une compétition continentale qu'en 2003, lors du CFU Club Championship, car la fédération grenadienne n'a que ponctuellement aligné des formations lors des rencontres internationales. Il ne dispute en fait aucun match, en raison de son forfait avant le premier tour face aux Surinamiens du FCS Nacional.
L'international grenadien Kithson Bain, formé au club, a porté ses couleurs lors des saisons 2010-2011 et 2012-2013. Un autre international, Ricky Charles, a rejoint le club en 2009.

## Palmarès
- Championnat de Grenade (7)
  - Champion : 1976, 1982, 1984, 1994, 1995, 1996, 2002